# Piano di rafforzamento amministrativo
Nell'ambito della strategia nazionale di rafforzamento della capacità amministrativa, che viene descritta nell'Accordo di partenariato per l'Italia 2014-2020, i piani di rafforzamento amministrativo (PRA), rappresentano la risposta alle criticità evidenziate nel Position Paper per l'Italia del 2012 dalla Commissione europea ed afferenti, nello specifico, la capacità di gestione delle amministrazioni pubbliche dei programmi operativi cofinanziati con le risorse dei fondi strutturali che nei primi cicli di programmazione settennale (2000-2006 e 2007-2013) avevano mostrato uno scarso livello di realizzazione e di assorbimento finanziario.
In altre parole, la Commissione europea, per il periodo di programmazione 2014-2020, ha invitato l'Italia ad adottare delle misure specifiche di rafforzamento attraverso la formalizzazione di un piano di rafforzamento amministrativo per ogni amministrazione titolare di programma operativo.
L'Italia è quindi il primo Stato Membro che ha sperimentato questo innovativo strumento operativo, inizialmente considerato come un ulteriore vincolo e carico amministrativo e che oggi rappresenta all'unanimità un importante intervento di rafforzamento con potenzialità che superano anche il quadro della gestione dei fondi strutturali per divenire un'azione di supporto all'attuazione delle politiche di sviluppo in generale.

## Il contenuto dei piani
I piani di rafforzamento amministrativo sono costruiti in base alle indicazioni fornite dalle strutture di governance centrali (vedi infra) che hanno elaborato specifiche linee guida sia per la prima che per la seconda fase. 
I PRA possono essere suddivisi in 4 sezioni principali e si compongono, inoltre, di tre allegati descrittivi.
Le quattro sezioni riguardano:
- i risultati dell'autovalutazione dell'Amministrazione per evidenziare le criticità esistenti nella gestione ed attuazione dei programmi operativi;
- l'individuazione di target (obiettivi) di rafforzamento misurabili;
- l'individuazione di interventi di rafforzamento specifici, unitamente al richiamo della struttura responsabile dell'intervento e del termine entro il quale completarlo.
- l'individuazione della struttura amministrativa responsabile del piano e delle funzioni connesse alla sorveglianza circa la relativa attuazione e monitoraggio.

Gli allegati riportano la descrizione delle risorse del personale coinvolto nelle diverse fasi di attuazione dei programmi operativi, nonché l'individuazione puntuale dei target di efficienza e di efficacia dei piani. Nella seconda fase, l'allegato B introduce la novità di individuare puntualmente e raccogliere in un'unica sezione gli interventi e target di rafforzamento non direttamente connessi ai programmi operativi ma rilevanti per le politiche di sviluppo.

## La governance dei PRA
Ogni piano di rafforzamento amministrativo prevede espressamente l'istituzione di un referente Amministrativo nominato formalmente dall'Amministrazione titolare del PRA ed incardinato in una struttura al vertice dell'Amministrazione stessa. 
Il responsabile amministrativo, si aggiunge al responsabile politico, che è il soggetto politico che adotta il piano (presidente della regione, della provincia autonoma, ministro ecc.) e svolge una funzione di responsabilità amministrativa riguardo alla concreta attuazione del piano. Il responsabile amministrativo è anche il soggetto istituzionale di raccordo tra l'amministrazione e le strutture di governance nazionali. Svolge il proprio ruolo alla stregua di un program manager e fa da impulso nei confronti delle diverse strutture amministrative a vario titolo coinvolte nel processo a partire dalle autorità di gestione dei programmi operativi cofinanziati con i fondi strutturali.
Dal punto di vista nazionale, per sorvegliare e monitorare l'attuazione dei Piani e fornire le necessarie indicazioni ed indirizzi, sono state costituite le seguenti strutture di governance:
- comitato di indirizzo per i piani di rafforzamento amministrativo;
- segreteria tecnica del comitato di indirizzo per i piani di rafforzamento amministrativo (segreteria tecnica PRA).

Il comitato di indirizzo è stato istituito con decreto del segretario generale della Presidenza del Consiglio dei ministri del 13 gennaio 2015, è incardinato presso la Presidenza del consiglio dei ministri e viene coordinato dallo stesso segretario generale.
Al comitato partecipano il direttore generale dell’Agenzia per la coesione territoriale, i capi dei dipartimenti per le politiche di coesione e della funzione pubblica, il Ministero dell'economia e delle finanze- Ragioneria generale dello Stato - IGRUE, l'Agenzia nazionale politiche attive per il lavoro - ANPAL, una rappresentanza delle Regioni ed i rappresentanti della Commissione europea. 
La segreteria tecnica PRA, invece, istituita con decreto del 18 giugno 2015, è composta dalle Amministrazioni che partecipano al comitato di indirizzo e viene coordinata dall’Agenzia per la coesione territoriale.
La segreteria tecnica svolge un ruolo più operativo di supporto tecnico ed è il soggetto istituzionale chiamato alla creazione ed animazione della rete dei responsabili PRA (alla rete partecipano i responsabili amministrativi dei singoli piani).

## Le fasi PRA
I piani hanno una durata biennale.

### La prima fase
La prima fase dei PRA si conclude nel 2017. Sono 29 Amministrazioni pubbliche centrali e regionali che hanno un PRA adottato formalmente e che sono chiamate quadrimestralmente a rendere conto circa la relativa attuazione.
I risultati della I fase PRA sono illustrati nei rapporti di sintesi quadrimestrali elaborati dalla segreteria tecnica PRA.
Dalla lettura dei dati dei rapporti di monitoraggio, la prima fase, che si concluderà per tutte le Amministrazioni alla fine di dicembre 2017, ha evidenziato un buon livello di performance realizzativa a conferma della serietà diffusa che le Amministrazioni hanno inteso conferire nello strumento e che viene confermata dalla volontà comune di avviare una seconda fase dei Piani.

### La seconda fase
Nel 2017 è stato previsto di avviare, a decorrere dal 2018, una seconda fase PRA che include una mid term review (rivisitazione di metà periodo) dopo un anno dal relativo avvio.
La seconda fase, rispetto alla prima, viene attivata nell'ottica della semplificazione, della riduzione dell'effort amministrativo e con l'obiettivo di costruire un maggior raccordo tra interventi e target ed una uniformità ed omogeneità di informazioni che ne faciliteranno il relativo monitoraggio nazionale e l'analisi comparativa dei dati.
Il monitoraggio dei Piani, inoltre, nella seconda fase presenta un'importante novità: le informazioni circa il raggiungimento dei target saranno recuperate in una modalità automatizzata a partire dalle informazioni già presenti nella Banca Dati Unitaria (BDU) del Ministero dell'economia e delle finanze - Ragioneria generale dello Stato - IGRUE. Ciò garantirà anche ed indirettamente il rafforzamento del sistema di monitoraggio nazionale dei Fondi.